# Jabiru (Australie)
Jabiru est une localité du Territoire du Nord, en Australie, située à environ 215 km à l'est de Darwin. On y recensait 1 081 habitants en 2016.
Encerclée par le parc national de Kakadu, son économie repose principalement sur la mine d'uranium Ranger (située à 8 km à l'est de Jabiru) et le tourisme (on y trouve trois hôtels et un terrain de golf). 
Jabiru abrite le siège de la zone d'administration locale de la région d'Arnhem-Ouest. En outre, elle accueille une antenne de l'université Charles-Darwin.

## Climat
Jabiru a un climat tropical de savane (Köppen: Aw) avec une saison humide entre novembre et avril et une saison sèche entre mai et octobre. La pluviométrie est assez élevée (1 558,4 mm par an), mais elle est principalement concentrée en été austral. La température la plus faible est de 8,8 °C le 28 juillet 1984. La température la plus élevée enregistrée a été 42,4 °C le 15 novembre 2004.
| Mois                                            | jan.  | fév.  | mars  | avril | mai   | juin | jui.  | août | sep. | oct.  | nov.  | déc.  | année   |
| ----------------------------------------------- | ----- | ----- | ----- | ----- | ----- | ---- | ----- | ---- | ---- | ----- | ----- | ----- | ------- |
| Température minimale moyenne (°C)               | 24,7  | 24,6  | 24,5  | 23,7  | 22    | 19,6 | 18,8  | 19,3 | 21,7 | 24    | 25    | 25    | 22,7    |
| Température maximale moyenne (°C)               | 33,7  | 33,4  | 33,8  | 34,6  | 33,6  | 31,9 | 32,1  | 33,9 | 36,4 | 37,8  | 37,1  | 35,2  | 34,5    |
| Record de froid (°C)                            | 20,3  | 20,6  | 19,5  | 16    | 13,9  | 9,9  | 8,8   | 12   | 12   | 13,7  | 19    | 21,1  | 8,8     |
| Record de chaleur (°C)                          | 38,4  | 37,7  | 38    | 38    | 37,6  | 36,7 | 37    | 38,5 | 40,4 | 42,3  | 42,4  | 41,6  | 42,4    |
| Ensoleillement (h)                              | 198,4 | 186,5 | 189,1 | 258   | 288,3 | 282  | 300,7 | 310  | 282  | 291,4 | 252   | 226,3 | 3 064,7 |
| Précipitations (mm)                             | 359,1 | 350,6 | 301,5 | 87,8  | 16,7  | 0,9  | 2,8   | 2,3  | 12,1 | 39,6  | 135,2 | 230,1 | 1 558,4 |
| dont nombre de jours avec précipitations ≥ 1 mm | 18,8  | 18,1  | 17,2  | 6,1   | 1,6   | 0,2  | 0,2   | 0,2  | 0,6  | 2,6   | 9,2   | 13,8  | 88,6    |
| Humidité relative (%)                           | 65    | 66    | 58    | 44    | 37    | 34   | 30    | 26   | 25   | 28    | 40    | 54    | 42      |